# Cirsium ochrocentrum
Cirsium ochrocentrum es una especie de cardo conocido por el nombre extranjero común yellowspine thistle. Es nativo de los Estados Unidos, pero su distribución es amplia, llegando a California y México donde la planta se ha introducido. Es una hierba que crece en áreas distribuidas como bordes de carreteras. Es una hierba perenne que crece hasta un metro de altura. 

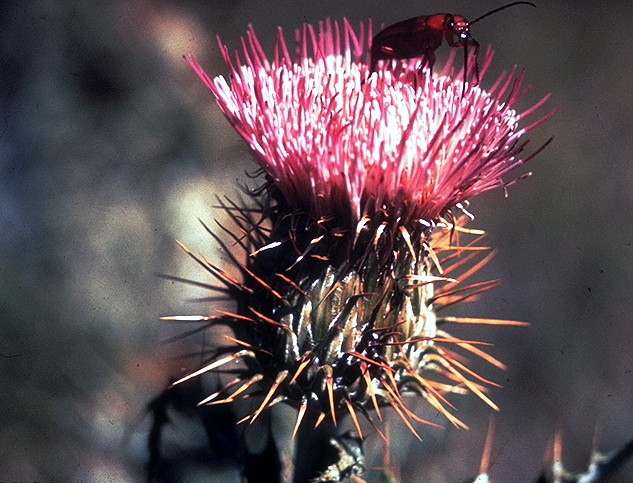
Inflorescencia

## Descripción
Las hojas generalmente son profundamente lobuldas y los lóbulos se cortan en dientes afilados. Las hojas más largas en la base de la planta llegan a 25 centímetros de largo. Las hojas son espinosas, con espinas de 1.5 centímetros de largo. La cabeza contiene flores blancas, rosadas, o lavanda. La fruta es un aquenio con un cuerpo marrón casi de un centímetro de largo cubierto con un vilano que puede ser de 3 centímetros de largo.

## Taxonomía
Cirsium ochrocentrum fue descrita por Asa Gray y publicado en Memoirs of the American Academy of Arts and Science, new series 4(1): 110. 1849.
Etimología
Cirsium: nombre genérico que deriva de la palabra griega: kirsos = varices;  de esta raíz deriva el nombre kirsion, una palabra que parece servir para identificar una planta que se utiliza para el tratamiento de este tipo de enfermedad. De kirsion, en los tiempos modernos, el botánico francés Tournefort (1656 - 708) ha derivado el nombre Cirsium del género.
ochrocentrum: epíteto latino que significa "con el centro pálido".
Sinonimia
- Carduus ochrocentrus (A.Gray) Greene
- Cirsium ochrocentrum var. townsendii Petr.
- Cnicus undulatus var. ochrocentrus (A.Gray) A.Gray	[2]

subsp. ochrocentrum A.Gray
- Cnicus ochrocentrus (A.Gray) A.Gray